# Donnie's Story: The Life of Donald Goines
Donnie's Story: The Life of Donald Goines è un film documentario del 2004, diretto da Kelvin Williams.
L'opera è incentrata sulla vita dello scrittore afroamericano Donald Goines, icona letteraria del genere metropolitano anni '60 e '70, ucciso in un agguato insieme alla moglie nel 1976 per motivazioni mai del tutto chiarite. Smontato dalla critica nei primi anni di pubblicazione, dopo la morte, i suoi romanzi di finzione urbana sono stati rivisitati, diventando parte integrante della cultura suburbana con l'avvento dell'hip hop negli anni seguenti.
Al documentario, prodotto dalla compagnia di produzione Maddmen in associazione con la famiglia Goines, hanno partecipato anche i rapper Benzino, Bun B, Mike Conception, Fab 5 Freddy, DMX, Ice Cube, E-40, Capone, Young Jeezy, Big Meech, e i Chedda Boyz, intervistati riguardo alla vita dell'autore e chiamati a dare una loro opinione sull'intera vicenda che avvolge la sua prematura scomparsa.
È stato girato nei formati: Super 35 mm, Super 16, High-Def, Super 8 e Digital DV.
È stato reso usufruibile sul mercato casalingo nordamericano dagli ultimi mesi del 2004.